# Takekazu Suzuki
Takekazu Suzuki (født 8. april 1956) er en tidligere japansk fodboldspiller og træner.
Han har spillet for flere forskellige klubber i sin karriere, herunder Yomiuri og Brummell Sendai.
Han har tidligere trænet Vegalta Sendai.